# Anastasios (Mitkaiser des Thomas)
Anastasios (mittelgriechisch Ἀναστάσιος; † ca. Oktober/November 823) war Adoptivsohn und Mitregent des byzantinischen Gegenkaisers Thomas des Slawen.

## Leben
Nachdem Kaiser Leo V. im Dezember 820 auf Veranlassung des Generals Michael ermordet worden war, rebellierte Thomas gegen den neuen Machthaber in Konstantinopel und ließ sich in Kleinasien mit Rückendeckung des Kalifen Al-Ma'mun ebenfalls zum Kaiser krönen. Kurz danach adoptierte er einen seiner Heerführer unter dem Namen Konstantios und krönte ihn höchstwahrscheinlich zum Mitkaiser, doch fand dieser schon bald darauf in einer Schlacht in Kleinasien den Tod.
Um die Lücke zu schließen, nahm Thomas einen weiteren seiner Feldherrn an Sohnes statt an und erhob diesen, angeblich ein ehemaliger Mönch, unter dem Namen Anastasios ebenfalls zum Mitregenten. Als Thomas ab Ende 821 Konstantinopel belagerte, kommandierte Anastasios die Truppen, die gegen die Theodosianische Landmauer eingesetzt wurden. Nach dem Scheitern der Belagerung Ende 822 floh Anastasios nach Bizye, wurde aber nach der Gefangennahme und Pfählung des Thomas im Oktober 823 an Michael II. ausgeliefert und auf dieselbe grausame Weise hingerichtet.
Zwei Unterstützer des Thomas, Choireas und Gazarenos Koloneiates, konnten sich noch bis ins Frühjahr 824 in Kleinasien halten.